# Franklin E. Plummer
Franklin E. Plummer (* um 1795 in Massachusetts; † 24. September 1847 in Jackson, Mississippi) war ein US-amerikanischer Politiker. Zwischen 1831 und 1835 vertrat er den ersten Wahlbezirk des Bundesstaats Mississippi im US-Repräsentantenhaus.

## Werdegang
Das Geburtsdatum sowie der genaue Geburtsort von Franklin Plummer sind unbekannt. Er ist im Staat Massachusetts geboren und besuchte die dortigen Schulen. Später zog er nach Mississippi, wo er im Copiah County als Lehrer unterrichtete.  Nach einem Jurastudium und seiner Zulassung als Rechtsanwalt begann er in Westville in seinem neuen Beruf zu arbeiten. Plummer bekleidete in Mississippi verschiedene lokale Ämter und wurde Mitglied im Repräsentantenhaus des Staates. Er war auch Gründer der Ortschaft Pittsburg, die heute ein Ortsteil von Grenada ist. Als Anhänger von Andrew Jackson wurde er Mitglied der von diesem gegründeten Demokratischen Partei.
1830 wurde Plummer in das US-Repräsentantenhaus in Washington, D.C. gewählt, wo er am 4. März 1831 die Nachfolge von Thomas Hinds antrat. Nach einer Wiederwahl im Jahr 1832 konnte er bis zum 3. März 1835 zwei Legislaturperioden im Kongress absolvieren. In diese Zeit fiel die Auseinandersetzung des Staates South Carolina mit der Bundesregierung unter Präsident Jackson, die sogenannte Nullifikationskrise. Ein anderes umstrittenes Thema jener Zeit war die von Präsident Jackson beabsichtigte Zerschlagung der Bundesbank. Beide Themen wurden auch im Kongress heftigst diskutiert.
Nach seiner Zeit im Kongress kandidierte Plummer erfolglos für einen Sitz im US-Senat. Danach zog er sich aus der Politik zurück. Franklin Plummer starb im September 1852 in Jackson, der Hauptstadt Mississippis.